# Пуджашрі Венкатеша
Пуджашрі Венкатеша (нар. 27 липня 1990) — колишня індійська тенісистка.
Найвищу одиночну позицію світового рейтингу — 306 місце досягла 30 листопада 2009, парну — 371 місце — 28 лютого 2011 року.
Здобула 5 одиночних та 9 парних титулів.

## Фінали ITF
| Турніри $25,000 |
| Турніри $10,000 |

### Одиночний розряд: 7 (5–2)
| Результат | Ранг | Дата              | Місце               | Покриття | Суперниця          | Рахунок            |
| --------- | ---- | ----------------- | ------------------- | -------- | ------------------ | ------------------ |
| Перемога  | 1.   | 24 листопада 2008 | Ісламабад, Пакистан | Ґрунт    | Kim Hae-sung       | 7–6(8–10), 6–4     |
| Поразка   | 1.   | 18 квітня 2009    | Шимкент, Казахстан  | Ґрунт    | Альбіна Хабібуліна | 7–6(7–5), 3–6, 1–6 |
| Перемога  | 2.   | 10 серпня 2009    | Нью-Делі, Індія     | Тверде   | Емілі Веблі-Сміт   | 7–6(10–8), 6–2     |
| Перемога  | 3.   | 7 вересня 2009    | Бенгалуру, Індія    | Тверде   | Даліла Якупович    | 6–3, 6–3           |
| Перемога  | 4.   | 21 вересня 2009   | Деградун, Індія     | Тверде   | Рушмі Чакравартхі  | 6–3, 7–5           |
| Перемога  | 5.   | 5 жовтня 2009     | Нойда, Індія        | Тверде   | Каватоко Мое       | 6–4, 6–0           |
| Поразка   | 2.   | 17 травня 2010    | Дурбан, ПАР         | Тверде   | Шанель Сіммондс    | 1–6, 4–6           |

### Парний розряд: 16 (9–7)
| Результат | Ранг | Дата              | Турнір                           | Покриття | Партнерка           | Суперниці                           | Рахунок          |
| --------- | ---- | ----------------- | -------------------------------- | -------- | ------------------- | ----------------------------------- | ---------------- |
| Перемога  | 1.   | 28 квітня 2008    | Кочі (Індія), Індія              | Ґрунт    | Рушмі Чакравартхі   | Арчана Венкатараман Гіта Маногар    | 6–1, 7–5         |
| Поразка   | 1.   | 5 травня 2008     | Тируванантапурам, Індія          | Ґрунт    | Магда Окруашвілі    | Мікі Міямура Yu Min-hwa             | 6–7(6–8), 2–6    |
| Поразка   | 2.   | 24 листопада 2008 | Ісламабад, Пакистан              | Ґрунт    | Treta Bhattacharyya | Kim Hae-sung Shin Jung-yoon         | 1–6, 3–6         |
| Поразка   | 3.   | 1 грудня 2008     | Ісламабад, Пакистан              | Тверде   | Парул Госвамі       | Kim Hae-sung Shin Jung-yoon         | 4–6, 6–7(2–7)    |
| Перемога  | 2.   | 26 січня 2009     | Гайдарабад (місто, Індія), Індія | Ґрунт    | Паріджа Малу        | Шивіка Бурман Kumari-Sweta Solanki  | 6–1, 6–2         |
| Перемога  | 3.   | 10 серпня 2009    | Нью-Делі, Індія                  | Тверде   | Санаа Бгамбрі       | Рішика Сункара Nova Patel           | 6–2, 6–1         |
| Перемога  | 4.   | 7 вересня 2009    | Бенгалуру, Індія                 | Тверде   | Іша Лахані          | Kumari-Sweta Solanki Каватоко Мое   | 6–4, 6–3         |
| Поразка   | 4.   | 21 вересня 2009   | Деградун, Індія                  | Тверде   | Керен Шломо         | Міямура Мікі Каватоко Мое           | 1–6, 3–6         |
| Поразка   | 5.   | 5 жовтня 2009     | Нойда, Індія                     | Тверде   | Санаа Бгамбрі       | Міямура Мікі Каватоко Мое           | 1–6, 6–4, [5–10] |
| Перемога  | 5.   | 12 липня 2010     | Hatyai, Таїланд                  | Тверде   | Рушмі Чакравартхі   | Аю-Фані Дамаянті Лавінія Тананта    | 6–3, 7–6(12–10)  |
| Перемога  | 6.   | 26 липня 2010     | Джакарта, Індонезія              | Тверде   | Джессі Ромп'єс      | Міядзакі Юмі Tomoko Taira           | 6–2, 7–5         |
| Поразка   | 6.   | 4 грудня 2010     | Mandya, Індія                    | Тверде   | Рушмі Чакравартхі   | Пеангтарн Пліпич Нунгнадда Ваннасук | 1–6, 1–6         |
| Перемога  | 7.   | 21 січня 2011     | Muzaffarnagar, Індія             | Трава    | Рушмі Чакравартхі   | Танака Марі Мікі Міямура            | 3–6, 6–4, 6–4    |
| Поразка   | 7.   | 28 січня 2011     | Колката, Індія                   | Ґрунт    | Анкіта Райна        | Ніколе Клеріко Даліла Якупович      | 3–6, 1–6         |
| Перемога  | 8.   | 16 грудня 2011    | Джибуті (місто)                  | Тверде   | Alexandra Romanova  | Діана Ісаєва Анна Моргіна           | 6–1, 6–0         |
| Перемога  | 9.   | 23 грудня 2011    | Джибуті City                     | Тверде   | Alexandra Romanova  | Діана Ісаєва Маргарита Лазарева     | 7–5, 7–6(10–8)   |